# Ceryx brachypecten
Ceryx brachypecten är en fjärilsart som beskrevs av George Francis Hampson 1893. Ceryx brachypecten ingår i släktet Ceryx och familjen björnspinnare. Inga underarter finns listade i Catalogue of Life.